# Karl von Jacobi (Staatssekretär)
Karl Rudolf Jacobi, seit 1888 von Jacobi (* 8. September 1828 in Jeggau; † 24. Juli 1903 in Zinnowitz) war ein deutscher Staatssekretär im Reichsschatzamt und Wirklicher Geheimer Rat.

## Leben

### Herkunft
Karl war der Sohn des Pastors Friedrich Wilhelm Jacobi († 1841) und dessen Ehefrau Karoline Marianne, geborene Greif († 1867).

### Karriere
Jacobi begann an der Friedrichs-Universität Halle Rechtswissenschaft zu studieren und wurde 1848 im Corps Borussia Halle aktiv. Als Inaktiver wechselte er an die Friedrich-Wilhelms-Universität zu Berlin. Nach den Examen trat er in den Verwaltungsdienst des Königreichs Preußen. Von 1856 und 1862 war er Hilfsarbeiter im Handelsministerium und anschließend zwei Jahre im Innenministerium. 1864 kehrte er als Hilfsarbeiter in das Handelsministerium zurück, in dem er 1866 zum Regierungsrat befördert wurde. 1867 als Geheimer Regierungs- und 1870 als Geheimer Oberregierungsrat charakterisiert, wechselte er 1873 für ein Jahr als Vortragender Rat in das Preußische Staatsministerium. 1872 wurde er Mitglied des Staatsrats und des Gerichtshofes für Kompetenzkonflikte. 1873 wurde er Bevollmächtigter zum Bundesrat und im Herbst des Jahres erster Vortragender Rat im Staatsministerium. 1874 erfolgte seine Ernennung zum Ministerialdirektor im Handelsministerium. Von 1877 bis 1879 war er erster Präsident des am 1. Juli 1877 gegründeten Kaiserlichen Patentamtes in Berlin. 1879 kehrte er als Unterstaatssekretär in das Preußische Handelsministerium zurück. Ab 1880 leitete er zusätzlich die wirtschaftliche Abteilung im Reichsamt des Innern. Er schied 1881 aus dem Staatsdienst aus und wurde Präsident der Preußischen Zentralbodenkreditgesellschaft. 1886 kehrte er für kurze Zeit als Unterstaatssekretär in das Handelsministerium zurück und übernahm auch wieder die Funktion des Bundesbevollmächtigten. Im November 1886 wurde er als Nachfolger des wegen Krankheit entlassenen Franz Emil Emanuel von Burchard Staatssekretär im Reichsschatzamt.
In dieser Stellung wurde Jacobi am 4. September 1888 durch Kaiser Wilhelm II. in den erblichen preußischen Adelsstand erhoben. Am 14. September 1888 trat er aus Gesundheitsgründen von seinem Amt zurück. Nachfolger als Staatssekretär wurde Helmuth von Maltzahn. 1891 wurde er Mitglied des durch kaiserlichen Erlass vom 10. Oktober 1890 gegründeten Kolonialrates, dem er bis zu seinem Tod angehörte. 

### Familie
Jacobi hatte sich am 18. April 1857 in Halle (Saale) mit Louise Pernice (* 1834) verheiratet. Aus der Ehe gingen folgende Kinder hervor:
- Martha (* 1859) ⚭ 8. Oktober 1881 Eugen Poser, preußischer Artillerieoffizier
- Gertrud (* 1861) ⚭ 31. Oktober 1883 Adolf Claussen von Finck, deutscher Kapitän zur See
- Johannes (* 1866), preußischer Offizier
- Gottfried (1869–1947), Jurist